# Dezvoltarea internațională
| “ | Demnitatea umană este adevărata valoare a dezvoltării. | ” |
| — Comisia Asiatică pentru Drepturile Omului și Comitetul Popular de Supraveghere pentru Drepturile Omului |                                                        |   |
Dezvoltarea internațională sau dezvoltarea globală este un concept de mari dimensiuni care denotă ideea că societățile și țările au niveluri diferite de dezvoltare economică sau umană la scară internațională. Acest concept stă la baza clasificărilor internaționale, cum ar fi țara dezvoltată, țara în curs de dezvoltare și țara cel mai puțin dezvoltată, precum și a unui domeniu de practică și cercetare care, în diferite moduri, se implică în procesele de dezvoltare internațională. Cu toate acestea, există numeroase școli de gândire și convenții cu privire la care sunt caracteristicile exacte care constituie "dezvoltarea" unei țări.
Din punct de vedere istoric, dezvoltarea a fost în mare măsură asociată cu dezvoltarea economică și, în special, cu cuantificarea sa convenabilă, dar eronată (a se consulta parabola ferestrei sparte), prin intermediul unor indicatori monetari ușor de obținut (pentru țările dezvoltate) sau estimați (estimați pentru țările puternic subdezvoltate sau izolate), cum ar fi  produsul intern brut (PIB), adesea considerat alături de măsuri acționale, cum ar fi speranța de viață . Mai recent, scriitorii și specialiștii au început să discute despre dezvoltare în sensul mai cuprinzător și multidisciplinar al dezvoltării umane. Alte concepte asociate sunt, de exemplu, competitivitatea, calitatea vieții sau bunăstarea subiectivă.
„Dezvoltarea internațională” este diferită de conceptul simplu de „dezvoltare”. În timp ce acesta din urmă, la cel mai elementar nivel, denotă pur și simplu ideea de schimbare în timp, dezvoltarea internațională a ajuns să se refere la un domeniu distinct de practică, activitate organizată și cercetare, și de asemenea a ajuns subiectul cursurilor universitare și al clasificărilor profesionale. Aceasta rămâne strâns legată de setul de instituții – în special instituțiile din sistemul Bretton Woods – care au apărut după cel de-al Doilea Război Mondial, punând accent pe creșterea economică, pe diminuarea sărăciei și îmbunătățirea condițiilor de viață în țările anterior colonizate.  Comunitatea internațională a codificat obiectivele de dezvoltare în, de exemplu, Obiectivele de dezvoltare ale mileniului (2000-2015) și Obiectivele de dezvoltare durabilă (2015-2030).
| “                                                                             | unul dintre scopurile, dar și unul dintre mijloacele dezvoltării | ” |
| — Rețeaua sistemului ONU privind dezvoltarea rurală și securitatea alimentară |                                                                  |   |

## Obiective globale

### Obiectivele de dezvoltare durabilă (2015-2030)
Obiectivele de dezvoltare ale mileniului (ODM) au pus bazele unui cadru de succes spre a ghida eforturile internaționale de dezvoltare, realizând progrese în legătură cu unele dintre cele 8 obiective. De exemplu, până în 2015 rata sărăciei extreme fusese deja redusă la jumătate.  Alte obiective atinse includ accesul la apă potabilă, combaterea malariei și egalitatea de gen în școlarizare. Cu toate acestea, unii cercetători au susținut că ODM-urile nu dispun de perspectivele critice necesare pentru a diminua sărăcia și aspectele inegalității, reflectate în întârzierile considerabile în atingerea a numeroase alte obiective.
Pe măsură ce era ODM s-a apropiat de sfârșit, 2015 a marcat anul în care Adunarea Generală a Națiunilor Unite a adoptat o nouă agendă pentru dezvoltare.  Fostul secretar general al ONU, Ban Ki Moon, a catalogat acest fapt drept un „moment definitoriu al istoriei”, cerând statelor „să acționeze în solidaritate”.  În urma agendei ODM, au fost create 17 Obiective de Dezvoltare Durabilă (ODD), cu 169 de indicatori.  Rezoluția ONU 70/1 adoptată la 25 septembrie 2015, a fost intitulată „Transformarea lumii noastre: Agenda 2030 pentru Dezvoltare Durabilă”, solidificând 17 noi obiective care au fost în mișcare încă din 2014.   Obiectivele au intrat în vigoare în ianuarie 2016, concentrându-se pe domeniile schimbărilor climatice, inegalității economice, democrației, sărăciei și consolidarea păcii. 
Deși ODD-urile au fost construite pe baza ODM-urilor, există unele diferențe cheie în ambele procese. Înainte de adoptare, spre deosebire de ODM-uri, ODD-urile au fost în discuție luni de zile, implicând actori ai societății civile, ONG-uri, precum și un summit de deschidere care implica negocieri interguvernamentale.  Noua agendă de dezvoltare globală pune un accent mai mare pe acțiunea colectivă, combinând eforturile mai multor părți interesate pentru a crește sustenabilitatea obiectivelor. Acest accent pe durabilitate a condus, de asemenea, la mai multe parteneriate intersectoriale și la combinarea eforturilor internaționale în domenii de dezvoltare de mediu, socială, culturală, politică și economică. 

### Obiectivele de dezvoltare ale mileniului (2000-2015)
În 2000, Națiunile Unite au semnat Declarația Mileniului a Națiunilor Unite, care include opt Obiective de Dezvoltare ale Mileniului (ODM) care urmau să fie atinse până în 2015. Aceasta a reprezentat prima dată când a fost stabilită o strategie globală pentru a răspunde nevoilor de dezvoltare ale lumii, cu ținte măsurabile și indicatori definiți. 
Deoarece ODM-urile au fost convenite ca ținte globale care trebuie atinse de comunitatea globală, acestea sunt independente de interesele naționale individuale, neavând nicio legătură cu acestea. Obiectivele implică faptul că fiecare stat are un set de obligații de îndeplinit față de comunitatea mondială și că celelalte state, care au atins deja acele obiective, au obligația de a-i ajuta pe cei care nu le-au realizat. Ca atare, ele pot reprezenta o extensie a conceptului de drepturi ale omului.
Primele șapte Obiective de Dezvoltare ale Mileniului prezintă obiective măsurabile, în timp ce al optulea enumeră o serie de obiective „trepte” – modalități prin care ar putea fi realizat progresul către primele șapte obiective. Fiecare obiectiv utilizează indicatori bazați pe statistici colectate și menținute de organizații respectate din fiecare domeniu relevant (de obicei, agenția ONU responsabilă, dar și OCDE, FMI și Banca Mondială)
ODM-urile au inițiat un număr semnificativ de acțiuni, inclusiv noi inițiative precum Promisiunea Mileniului . Cu toate acestea, majoritatea acestor inițiative funcționează în intervenții la scară mică, care nu ajung la milioanele de oameni solicitate de ODM.
Recent, oamenii au lăudat faptul că va fi imposibil să se îndeplinească primele șapte obiective fără a-l îndeplini pe cel de-al optulea prin formarea unui Parteneriat global pentru dezvoltare. Nicio organizație actuală nu are capacitatea de a rezolva singură problemele enorme ale lumii în curs de dezvoltare - în special în orașe, unde locuiesc tot mai mulți oameni săraci - după cum o demonstrează progresul aproape inexistent în ceea ce privește obiectivul de îmbunătățire a vieții a cel puțin 100 de milioane de locuitori ai cartierelor sărace.
Instituția Inginerilor Civili "Inginerie fără frontiere" și recomandările sale, precum și conferința Brunel din 2007 susținută de președintele ICE din 2009-2010 , Paul Jowitt, sunt reprezentative pentru o schimbare de abordare în Marea Britanie, cel puțin pentru a începe să adune capacitatea imensă disponibilă guvernelor occidentale, industriei, mediului academic și organizațiilor de caritate pentru a dezvolta o astfel de colaborare.  

### Alte obiective
Dezvoltarea internațională urmărește, de asemenea, îmbunătățirea politicilor guvernamentale generale ale acestor țări în curs de dezvoltare. „Consolidarea statului ” reprezintă fortificarea instituțiilor regionale necesare pentru a sprijini dezvoltarea economică, socială și politică pe termen lung. Educația este un alt aspect important al dezvoltării internaționale. Este un bun exemplu al modului în care accentul se pune astăzi pe dezvoltarea durabilă în aceste țări; educația oferă oamenilor abilitățile necesare pentru a se feri de sărăcie. 

## Concepte
Dezvoltarea internațională este legată de conceptul de ajutor internațional, dar este diferită de ajutorul în caz de dezastre și ajutorul umanitar. În timp ce aceste două forme de sprijin internațional urmăresc să atenueze unele dintre problemele asociate cu lipsa dezvoltării, ele sunt cel mai adesea soluții pe termen scurt și nu pe termen lung. Dezvoltarea internațională, pe de altă parte, urmărește să implementeze soluții pe termen lung pentru rezolvarea problemelor, ajutând astfel țările în curs de dezvoltare să creeze capacitatea necesară pentru a oferi soluții durabile la problemele lor. Un proiect adevărat de dezvoltare durabilă este unul care va putea continua pe termen nelimitat fără nicio implicare sau sprijin internațional suplimentar, fie că este financiar sau nu.
Proiectele de dezvoltare internațională pot consta într-un singur proiect de transformare pentru a aborda o problemă specifică sau o serie de proiecte care vizează mai multe aspecte ale societății. Proiectele promovate sunt cele care implică rezolvarea problemelor care reflectă cultura unică, politica, geografia și economia unei regiuni. Mai recent, accentul în acest domeniu s-a axat asupra proiectelor care vizează împuternicirea femeilor, construirea economiilor locale și grija pentru mediu. 
În contextul dezvoltării umane, acesta cuprinde de obicei ajutorul extern, guvernanța, asistența medicală, educația, reducerea sărăciei, egalitatea de gen, instruirea pentru dezastre, infrastructura, economia, drepturile omului, mediul și problemele asociate acestora. 
În ultimele decenii, gândirea de dezvoltare a trecut de la programele de modernizare și ajustare structurală la reducerea sărăciei . În cadrul primului sistem, țările sărace au fost supuse unei suferințe ale transformărilor structural sociale și economice ca parte a dezvoltării lor, creând astfel industrializarea și o politică industrială intenționată. Reducerea sărăciei respinge această noțiune, constând în locul sprijinului bugetar direct pentru programele de asistență socială care creează stabilitate macroeconomică ducând la creșterea economiei.
Conceptul de sărăcie se poate efectua in diferite circumstanțe, în funcție de context. Sărăcia reprezintă  conceptul unei lipse de acces economic la nevoile umane fundamentale, cum ar fi hrana, adăpostul și apa potabilă. În timp ce unii definesc sărăcia în termeni economici, alții consideră că aranjamentele sociale și politice sunt, de asemenea, în mod natural, manifestate printr-o lipsă de demnitate .

### Teorii
Există o serie de teorii despre cum se realizează cel mai bine o schimbare dezirabilă în societate. Astfel de teorii se bazează pe o varietate de discipline și abordări științifice sociale și includ teorii istorice precum:
- Teoria modernizării
- Teoria dependenței
- Teoria sistemelor mondiale
- Neoliberalismul
- Buna guvernare
- Abordarea capacității
- Teoria postdezvoltarii

### Inegalitatea economică internațională
| “                                                          | one of the ends as well as one of the means of development | ” |
| — UN System Network on Rural Development and Food Security |                                                            |   |

Țări până în 2019 PIB (nominal) pe cap de locuitor

Ponderea globală a bogăției în funcție de grupul de avere, Credit Suisse, 2021

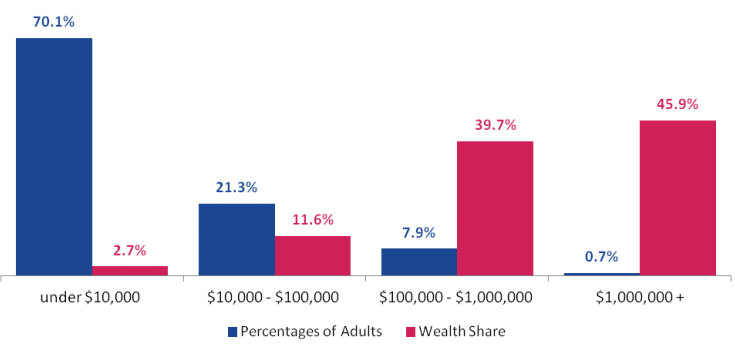
Ponderea globală a bogăției în funcție de grupul de avere, Credit Suisse, 2017

Instituțiile internaționale de dezvoltare și organizațiile internaționale precum ONU promovează conștientizarea faptului că practicile economice precum globalizarea rapidă și anumite aspecte ale capitalismului internațional, presupun ca pot duce la o divizare economică între țări, uneori numită divizarea nord-sudică. Aceste organizații fac din acest aspect un scop și ajută la reducerea acestor diviziuni prin încurajarea cooperării între Sudul Global și a altor practici politice care pot realiza acest lucru. 
Dezvoltarea internațională poate provoca, de asemenea, inegalități între secțiunile mai bogate și cele mai sărace ale societății unei națiuni. De exemplu, atunci când creșterea economică este stimulată de către dezvoltarea și industrializare, poate crea o divizare de clasă prin crearea unei cereri pentru oameni mai educați pentru a menține profitabilitatea corporativă și industrială. Astfel, cererea globală pentru educație, care la rândul său crește costul educației prin principiile cererii și ofertei, deoarece oamenii ar dori să facă parte din această nouă elită economică. Costurile mai mari pentru educație duc la o situație în care doar persoanele înstărite pentru a plăti pentru o educație pot avea parte de acest beneficiu pentru calificarea unui loc de muncă mai bine plătit pe care le aduc dezvoltarea în masă. Ca urmare, acest lucru îi condiționează pe oamenii mai săraci la locuri de muncă mai puțin plătite, dar dezvoltarea tehnologică face ca unele dintre aceste posturi să fie demodate (de exemplu, prin introducerea de mașini electronice care să preia un loc de muncă, cum ar fi crearea unei serii de mașini, cum ar fi mașinile de tuns iarba, pentru a face ca lucrul manual, cum ar fi grădinaritul, să fie depășit). ). Acest lucru duce la o situație în care oamenii mai săraci nu își pot îmbunătăți viața la fel de ușor cum ar fi putut-o face într-o societate mai puțin dezvoltată. Acesta este parțial motivul pentru care instituții precum Centrul pentru Dezvoltare Globală caută politici economice „pro-sărăciei”. 

### Demnitate
Programele moderne de diminuare a sărăciei și dezvoltare au adesea demnitatea ca temă centrală. Demnitatea este, de asemenea, o temă principala a Declarației Universale a Drepturilor Omului, al cărei prim articol începe cu:
„Toate ființele umane se nasc libere și egale în demnitate și drepturi.”
Conceptul de demnitate în dezvoltare a fost explorat pe larg de majoritatea oamenilor și legat de toate sectoarele de dezvoltare. De exemplu, în Dezvoltare cu demnitate, Amit Bhaduri susține că angajarea deplină cu demnitate pentru toți este atât importantă, cât și posibilă în India , în timp ce grupul operativ al Proiectului Mileniului ONU pentru apă și salubritate leagă sectorul direct de demnitate în raportul Sănătate, Demnitate și dezvoltare: de ce va fi nevoie? .  Comisia pentru Drepturile Omului din Asia a emis o declarație în 2006 în care susținea că:
- Campania fotografică globala pentru umanizarea dezvoltării arhivata pe data de 5 februarie 2012 la Wayback Machine

### Participare
| “                                                          | one of the ends as well as one of the means of development | ” |
| — UN System Network on Rural Development and Food Security |                                                            |   |

Conceptul de participare se referă la asigurarea faptului că beneficiarii vizați ai proiectelor și programelor de dezvoltare sunt ei înșiși implicați în planificarea și execuția acelor proiecte și programe. Acest lucru este considerat important, deoarece oferă  putere beneficiarilor proiectelor de dezvoltare să-și influențeze și să-și gestioneze propria dezvoltare – eliminând astfel orice cultură a dependenței . Este considerat pe scară largă a fi unul dintre cele mai importante concepte din teoria dezvoltării moderne.   Rețeaua Sistemului ONU pentru Dezvoltare Rurală și Securitate Alimentară descrie participarea ca:
Participanții locali la proiectele de dezvoltare sunt adesea produse ale comunităților orale . Acest lucru a condus la eforturi de a concepe planificarea proiectelor și metode de dezvoltare organizațională, cum ar fi evaluarea rurală participativă, care sunt accesibile persoanelor analfabete.

### Adecvare
Conceptul de adecvare se referă la asigurarea faptului că un proiect sau program de dezvoltare este la scara și nivelul tehnic corect și este adecvat din punct de vedere cultural și social pentru beneficiarii săi. Acest lucru nu trebuie confundat cu asigurarea faptului că ceva are o tehnologie scăzută, ieftină sau de bază – un proiect este adecvat dacă este acceptabil pentru beneficiari și proprietari, accesibil din punct de vedere economic și durabil în contextul în care este executat.
De exemplu, într-o comunitate rurală sub-sahariană ar putea să nu fie potrivit să asigure un sistem de apă cu clor și pompat, deoarece nu poate fi întreținut sau controlat în mod adecvat – pompele manuale simple pot fi mai bune; în timp ce într-un oraș mare din aceeași țară ar fi nepotrivit să se furnizeze apă cu pompe manuale, iar sistemul de clor ar fi răspunsul corect.
Economistul E.F. Schumacher a susținut cauza tehnologiei adecvate și a fondat organizația ITDG (Grupului de Proiectare Tehnologica Intermediara), care dezvoltă și furnizează tehnologii adecvate pentru dezvoltare (ITDG a fost redenumit acum Practical Action ).
Conceptul de drept de finanțare a fost dezvoltat pentru a reflecta nevoia de sisteme de sprijin financiar public și privat care să încurajeze și să permită dezvoltarea, mai degrabă decât să o împiedice.

### Dezvoltare durabilă

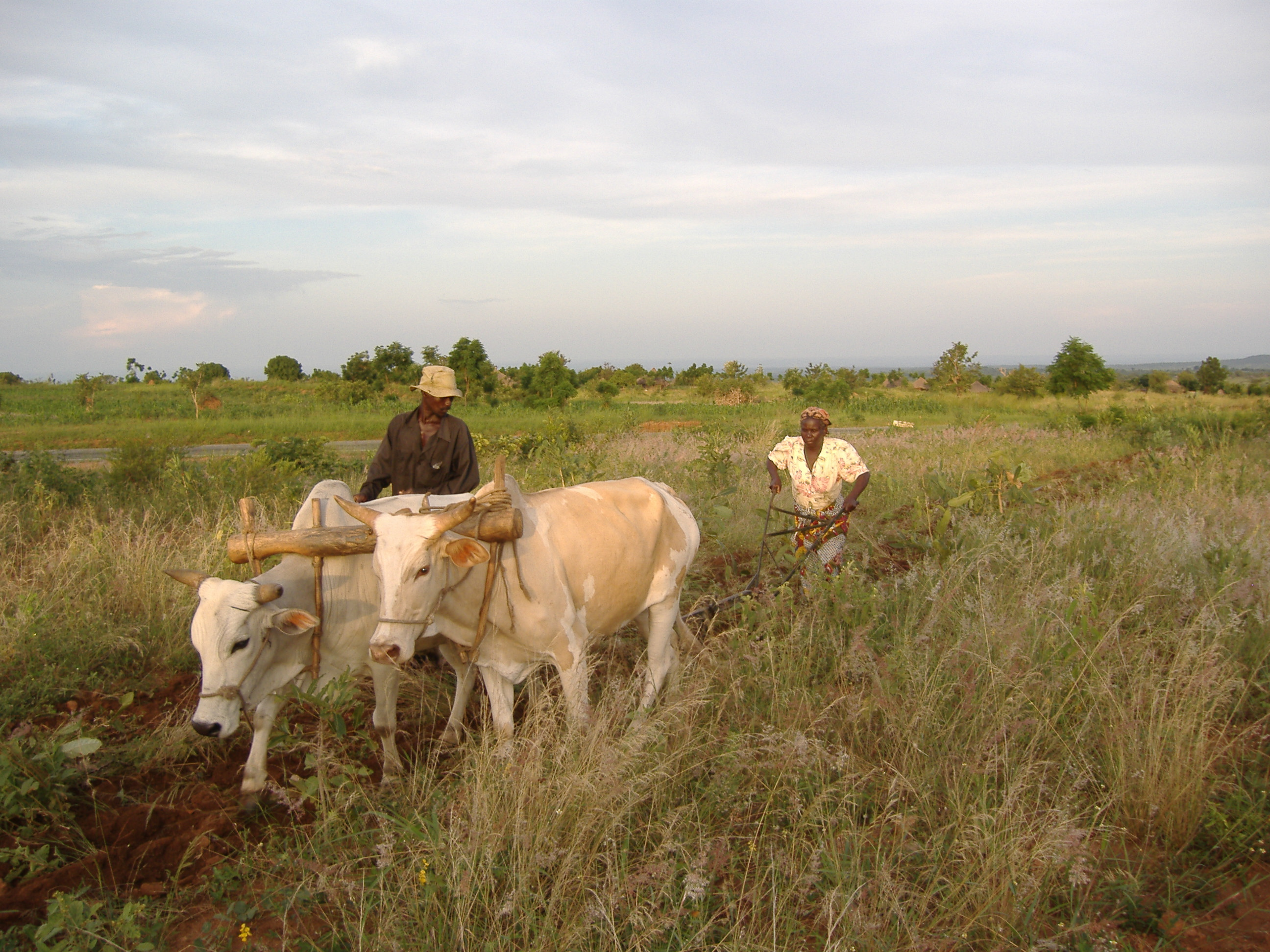
Practicile de afaceri durabile duc la creșterea economică și la împuternicirea comunităților agricole din nordul Ugandei.

Dezvoltarea durabilă este un principiu organizator care își propune să atingă obiectivele de dezvoltare umană, permițând în același timp sistemelor naturale să furnizeze resurse naturale necesare și servicii de ecosistem oamenilor. Rezultatul dorit este o societate în care condițiile de viață și resursele satisfac nevoile umane fără a submina integritatea și stabilitatea planetară a sistemului natural. Dezvoltarea durabilă încearcă să găsească un echilibru între dezvoltarea economică, protecția mediului și bunăstarea socială. Raportul Brundtland din 1987 a definit dezvoltarea durabilă ca "o dezvoltare care satisface nevoile generației actuale fără a compromite capacitatea generațiilor viitoare de a-și satisface propriile nevoi". Conceptul de dezvoltare durabilă are în prezent un accent pe dezvoltarea economică, dezvoltarea socială și protecția mediului pentru generațiile viitoare.
Dezvoltarea durabilă a fost prima dată instituționalizată în cadrul Procesului de la Rio, inițiat în cadrul Summit-ului Pământului din 1992 de la Rio de Janeiro. În 2015, Adunarea Generală a Națiunilor Unite (AGNU) a adoptat Obiectivele de Dezvoltare Durabilă (2015 până în 2030) și a explicat modul în care obiectivele sunt integrate și indivizibile pentru a realiza dezvoltarea durabilă la nivel global. Cele 17 obiective ale AGNU abordează provocările globale, inclusiv sărăcia, inegalitatea, schimbările climatice, degradarea mediului, pacea și justiția.

### Consolidarea capacităților
Consolidarea capacităților (sau dezvoltarea capacității, consolidarea capacității) reprezintă îmbunătățirea capacității unei persoane sau organizații "de a produce, realiza sau implementa". Termenii de dezvoltare a capacității și consolidare a capacității au fost adesea utilizați în mod interschimbabil, deși o publicație a OECD-DAC a declarat în 2006 că dezvoltarea capacității era termenul preferabil. Începând cu anii 1950, organizațiile internaționale, guvernele, organizațiile neguvernamentale (ONG-uri) și comunitățile utilizează conceptul de dezvoltare a capacității ca parte a "dezvoltării sociale și economice" în planurile naționale și subnaționale. Programul Națiunilor Unite pentru Dezvoltare se definește prin "dezvoltarea capacității" în sensul de "cum lucrează UNDP" pentru a-și îndeplini misiunea. Sistemul ONU îl aplică în aproape fiecare sector, inclusiv în mai multe dintre Obiectivele de Dezvoltare Durabilă care trebuie atinse până în 2030. De exemplu, Obiectivul de Dezvoltare Durabilă 17 pleda pentru sprijin internațional sporit în dezvoltarea capacităților în țările în curs de dezvoltare pentru a susține planurile naționale de implementare a Agendei 2030.
În cadrul codificării dreptului internațional al dezvoltării, dezvoltarea capacităților este o "modalitate transversală a intervenției internaționale". Adesea se suprapune sau face parte din intervenții în reforma administrației publice, buna guvernare și educație în sectoarele aliniate ale serviciilor publice.

### Abordare bazată pe drepturi
Abordarea dezvoltării bazată pe drepturi a fost adoptată de multe organizații neguvernamentale și de Națiunile Unite ca nouă abordare a dezvoltării internaționale. Abordarea bazată pe drepturi combină multe concepte diferite de dezvoltare internațională, cum ar fi consolidarea capacităților, drepturile omului, participarea și durabilitatea . Scopul abordării de dezvoltare bazată pe drepturi este de a împuternici deținătorii de drepturi sau grupul care nu exercită drepturi depline și de a întări capacitatea purtătorilor de obligații, sau a instituției sau a guvernului obligat să își exercite aceste drepturi.

## Practică

### Măsurare

Harta lumii indicând indicele dezvoltării umane în 2024

Determinarea nivelului de dezvoltare a unei țări sau a unei comunități este extrem de subiectivă, adesea controversată și foarte importantă pentru a aprecia ce progrese sunt necesare sau ce fel de progrese sunt preferabile.
Există multe tipuri diferite de măsurători ale dezvoltării umane, multe dintre acestea fiind legate de diversele sectoare de mai sus. Câteva dintre ele sunt:
- PIB-ul național
- Ratele de alfabetizare
- Speranța de viață
- Index de dezvoltare umana
- coeficientul Gini
- Indexul securității umane – vezi linkul extern și mențiunea despre securitatea umană
- Venit pe cap de locuitor
- Rata de supraviețuire a mamei
- Ratele de infectare cu HIV
- Numărul de medici pe cap de locuitor

Un mod interesant de a vedea evoluția este prin modernizare. Aceasta include electronizarea gospodăriilor și creșterea numărului de abonamente telefonice. Acest lucru nu exprimă cu exactitate dezvoltarea socială, deși este greu de măsurat cu precizie, iar în cazul instituțiilor, metodele diferă foarte mult , ceea ce intră în cadrul dezbaterii dacă creșterea economică determină creșterea socială sau viceversa. Indicatorii de schimbare socială pot fi utilizați pentru a completa factorii economici ca indicatori de dezvoltare și în elaborarea politicilor de dezvoltare .
Într-o analiză multinațională a progreselor în materie de dezvoltare, s-a constatat că rezultatele superioare în ceea ce privește aceste măsuri sunt, în general, determinate de o combinație de conducere inteligentă, politici, instituții și rețele sociale, potrivit Overseas Development Institute  .

### Migrația și remitențele
De-a lungul istoriei, migrația a condus, de asemenea, la o dezvoltare internațională semnificativă. Pe măsură ce oamenii se deplasează, cultura, cunoștințele, competențele și tehnologiile lor se mișcă odată cu ei. Legăturile migranților cu fostele lor case și comunități duc la relații la nivel internațional și la fluxuri suplimentare de bunuri, valori și cunoștințe. Valoarea veniturilor trimise acasă de către migranți în epoca modernă este mult mai mare decât valoarea totală a ajutorului internațional acordat .

### Sectoarele
Atât dezvoltarea internațională, cât și ajutorul în caz de dezastre sunt adesea grupate în sectoare, care se corelează cu temele majore ale dezvoltării internaționale (și cu Obiectivele de Dezvoltare ale Mileniului - care sunt incluse în descrierile de mai jos). Nu există o listă clar conturată a sectoarelor, dar unele dintre cele mai bine definite și universal acceptate sunt analizate în continuare aici. Sectoarele sunt strâns legate între ele, ilustrând complexitatea problemelor pe care aceștia încearcă să le soluționeze.

#### Apă și canalizare
Dezvoltarea constă în asigurarea unei cantități și calități suficiente a apei și a instalațiilor de canalizare (toalete, băi, mediu sănătos) pentru a asigura un nivel de viață acceptabil. Acest lucru este diferit de răspunsul în caz de urgență, care asigură cantitatea și calitatea suficientă a apei și canalizării pentru a susține viața. 
Furnizarea de apă și canalizare este o provocare pentru ingineri, precum și o provocare pentru societate și pentru politică, deoarece include elemente de educare și de schimbare a comportamentului și este strâns legată de locuințe, politică și drepturile omului.
Cel de-al șaptelea obiectiv de dezvoltare al mileniului a fost acela de a asigura durabilitatea mediului, inclusiv reducerea la jumătate a proporției persoanelor care nu au acces durabil la apă potabilă sigură și obținerea unei îmbunătățiri semnificative a vieții a cel puțin 100 de milioane de locuitori ai cartierelor sărace, până în 2020. ONU-Apă, un organism format din 26 de agenții ale ONU care se ocupă de problemele legate de apă, este responsabil de Raportul mondial trienal al ONU privind dezvoltarea apei, care monitorizează progresele înregistrate în vederea atingerii Obiectivelor de dezvoltare ale mileniului referitoare la apă. Programul mondial de evaluare a apei, care produce raportul, a explicat modul în care opt dintre Obiectivele de dezvoltare ale mileniului sunt legate de resursele de apă .

#### Sănătatea
Asigurarea accesului la asistență medicală de calitate pentru populație într-un mod eficient și constant și în conformitate cu nevoile acesteia. Standardul și nivelul de furnizare acceptat sau adecvat depinde de mulți factori și este foarte specific țării și locației. De exemplu, într-un oraș mare (fie că este vorba de o țară "în curs de dezvoltare" sau nu), este oportun și totodată practic să se asigure un spital de înaltă calitate care să poată oferi o gamă largă de tratamente; într-o comunitate rurală izolată, poate fi mai oportun și mai practic să se asigure un cadru sanitar care să viziteze în mod periodic, dacă este cazul o clinică rurală care să acopere mai multe comunități diferite.
Asigurarea accesului la asistență medicală este atât o provocare din punct de vedere tehnic, deoarece necesită infrastructură, cum ar fi spitale și mijloace de transport, cât și o provocare din punct de vedere educațional, deoarece necesită cadre medicale calificate și consumatori informați.
Al patrulea Obiectiv de Dezvoltare al Mileniului este reducerea cu două treimi a ratei mortalității în rândul copiilor sub cinci ani .
Cel de-al cincilea Obiectiv de Dezvoltare al Mileniului este reducerea cu trei sferturi a ratei mortalității materne .
Cel de-al șaselea Obiectiv de Dezvoltare al Mileniului este de a opri și începe să inverseze răspândirea HIV/SIDA  și de a opri și începe să inverseze apariția malariei și a altor boli majore .
Atingerea acestor obiective reprezintă, de asemenea, o provocare în materie de gestionare. Serviciile de sănătate trebuie să utilizeze cât mai bine resursele disponibile, oferind în același timp aceeași calitate a îngrijirii pentru fiecare bărbat, femeie și copil de pretutindeni. Atingerea acestui nivel de servicii necesită inovare, îmbunătățirea calității și extinderea serviciilor și programelor de sănătate publică. Obiectivul principal este de a face sănătatea publică cu adevărat accesibilă tuturor.
Exemple de organizații care activează în domeniul sănătății sunt:
- Organizația Mondială a Sănătății
- Parteneri în Sănătate
- Rezultate pentru Institutul de Dezvoltare
- Alianța Globală pentru Vaccinuri și Imunizare

#### Educație
Furnizarea educației se concentrează adesea pe asigurarea unui învățământ gratuit la nivel primar, dar acoperă și învățământul secundar și superior. Lipsa accesului la educație este una dintre principalele bariere care limitează dezvoltarea oamenilor și este strâns legată de fiecare dintre celelalte sectoare. Aproape fiecare proiect de dezvoltare include un aspect al sistemului educațional, deoarece dezvoltarea, prin însăși natura sa, necesită o schimbare a modului de viață al oamenilor.
Al doilea Obiectiv de Dezvoltare al Mileniului este de a oferi educație primară universală .
Furnizarea educației este în sine o provocare pentru domeniul educației, deoarece necesită profesori calificați care trebuie să fie pregătiți în instituții de învățământ superior. Cu toate acestea, finanțatorii nu sunt dispuși să ofere sprijin pentru învățământul superior, deoarece politicile lor vizează acum ODM. Rezultatul constă în faptul că elevii nu sunt instruiți de profesioniști calificați și, mai rău, atunci când absolvă școala primară, sunt introduși într-un sistem de învățământ secundar care nu este capabil să îi găzduiască.

#### Adăpost
Furnizarea unui adăpost adecvat se referă la asigurarea locuințelor potrivite pentru familii și comunități. Este foarte specific contextului de cultură, locație, climă și alți factori. Dezvoltarea, se preocupă de furnizarea unor locuințe de o calitate și un tip adecvat pentru a găzdui oamenii pe termen lung. Aceasta este diferită de adăpostul de ajutor, care se preocupă de asigurarea unui adăpost corespunzător pentru a menține viața. 
Exemple de organizații specializate în adăposturi sunt:
- Programul Națiunilor Unite pentru Așezări Umane (dezvoltare)
- ICNUR (ajutorare)
- Centrul de adăpost (relief)
- Arhitectură pentru umanitate (ajutor și dezvoltare)
- Articolul 25 (ajutorare și dezvoltare)
- ARHIVA Globală (dezvoltare)

#### Drepturile omului
| “ | We must embark on a bold new program for making the benefits of our scientific advances and industrial progress available for the improvement and growth of underdeveloped areas. The old imperialism—exploitation for foreign profit—has no place in our plans. What we envisage is a program of development based on the concept of democratic fair dealing. | ” |

Asigurarea drepturilor omului are ca scop garantarea faptului că toți oamenii de pretutindeni beneficiază de drepturile conferite de instrumentele internaționale privind drepturile omului .  Există multe dintre acestea, dar cele mai importante pentru dezvoltarea internațională sunt:
- Declarația Universală a Drepturilor Omului și tratatele asociate acesteia
- Convenția cu privire la drepturile copilului
- Convențiile de la Geneva (aceasta este mai relevantă pentru ajutor și practici militare decât pentru dezvoltare)

Drepturile omului acoperă o gamă largă de subiecte. Unele dintre cele mai relevante pentru proiectele internaționale de dezvoltare includ drepturi asociate cu egalitatea de gen, justiția, angajarea, bunăstarea socială și cultura .
Cel de-al treilea Obiectiv de Dezvoltare al Mileniului a fost "promovarea egalității de gen și emanciparea femeilor" prin "eliminarea diferențelor de gen în învățământul primar și secundar, de preferință până în 2005, și la toate nivelurile până în 2015".
Realizarea acestui obiectiv ar putea contribui la realizarea a cinci dintre celelalte opt Obiective de Dezvoltare ale Mileniului. Obiectivele 1-6 sunt în corelație directă cu statutul femeilor în comunitățile din țările cu probleme, cum ar fi Republica Democrată Congo, Africa Subsahariană și multe dintre națiunile în curs de dezvoltare. Statura socială scăzută a unei femei îi inhibă abilitățile de a avea un impact real asupra comunității sale în moduri surprinzătoare. Luând în considerare relația dintre mamă și urmași, obiectivele 1, 4 și 5 sunt cele care simt furia statutului social scăzut. O mamă care nu este sănătoasă nu poate pur și simplu să nască un copil sănătos, cu atât mai puțin să îl îngrijească pe cel bolnav, fără acces la o alimentație adecvată. În mod caracteristic, o mamă se ocupă în cea mai mare parte de îngrijirea unui copil, prin urmare trebuie să aibă la dispoziție resursele necesare nu numai pentru a se întreține pe ea însăși, ci și o altă ființă umană. Fără aceste resurse, în cazul în care nu a cedat deja în urma unor complicații la naștere, o femeie nu poate supraviețui riscurilor sărăciei și foametei și, în același timp, nu își poate întreține copilul.
Într-un spectru diferit de norme societale, Obiectivele 2 și 6 sunt amenințate de un privilegiu vechi. Din punct de vedere istoric, femeilor li s-a refuzat educația prin grațierea bărbaților, ceea ce duce la mai puține șanse de a prospera economic. Acordarea accesului egal al femeilor la o educație adecvată aduce comunitatea globală cu un pas mai aproape de realizarea educației primare universale. Odată cu această educație va veni și răspândirea adecvată a cunoștințelor privind practicile sigure de evitare a bolilor. Femeile sunt din ce în ce mai mult victime ale HIV/SIDA din motive ușor de evitat. Creșterea disponibilității unei educații adecvate pentru femei va fi remarcabil de benefică pe o varietate de fronturi. A promova egalitatea de gen înseamnă a promova progresul către dezvoltarea globală. 

#### Mijloacele de trai
Aceasta se referă la asigurarea faptului că toți oamenii sunt capabili să își câștige existența și să își asigure un nivel de trai adecvat, fără a-și compromite drepturile omului și păstrându-și în același timp demnitatea.
Primul Obiectiv de Dezvoltare al Mileniului este de a reduce la jumătate proporția oamenilor care trăiesc cu mai puțin de un dolar pe zi și de a reduce la jumătate proporția de oameni care se lupta cu înfometarea.
Conceptul de mijloace de trai este extras direct din Abordarea Sustenabililor de Trai (SLA) la dezvoltarea internațională. Abordarea și cadrul practic ulterior sunt creditate lui Robert Chambers, care, scriind de la mijlocul anilor 1980 și mai departe, a fost interesat de stimularea eficienței în cooperarea pentru dezvoltare. Abordarea a fost dezvoltată și utilizată ulterior de Departamentul pentru Dezvoltare Internațională (DFID) al Regatului Unit. Abordarea este considerată a fi mai cuprinzătoare decât teoriile și metodologiile anterioare ale inițiativelor de dezvoltare „convenționale”. Conceptele de bază includ: adoptarea unei perspective holistice, construirea punctelor forte ale comunității și puterii individuale, concentrarea pe conectarea gândirii la nivel macro și micro, sustenabilitate și menținerea unui cadru dinamic și în continuă evoluție.  Arhivat în 27 iulie 2011, la Wayback Machine.  </link>

#### Finanțele
Există mai multe organizații și inițiative care sunt preocupate de furnizarea de sisteme și cadre financiare care le permit oamenilor să organizeze sau să achiziționeze servicii, articole sau proiecte pentru propria lor dezvoltare.
Premiul Nobel pentru Pace din 2006 a fost acordat în comun lui Muhammad Yunus și bănciiGrameen Bank, pe care acesta a fondat-o, pentru munca depusă pentru a furniza microcredite persoanelor cu resurse financiare limitate.

## Preocupări
Termenii „dezvoltat” și „în curs de dezvoltare” (sau „subdezvoltat”) s-au dovedit problematici în formarea politicii, deoarece ignoră problemele de distribuție a bogăției și efectele persistente ale colonialismului . Unii teoreticieni văd eforturile de dezvoltare ca fiind fundamental neocoloniale, în care o națiune mai bogată își impune structura industrială și economică asupra unei națiuni mai sărace, care va deveni apoi un consumator al bunurilor și serviciilor națiunii dezvoltate. Post-dezvoltatorii, de exemplu, văd dezvoltarea ca o formă de imperialism cultural occidental care rănește oamenii din țările sărace și pune în pericol mediul înconjurător într-o asemenea măsură încât sugerează respingerea completă a dezvoltării. 
Alți cercetători au căutat să extindă noțiunea de „dezvoltare” pentru a cuprinde toate țările , deoarece chiar și cele mai bogate și mai industrializate țări se confruntă cu probleme de excluziune socială și inegalități. Acest lucru indică criticile pe scară largă la adresa limbajului practicii dezvoltării, de la terminologia „Lumea a treia” din perioada Războiului Rece până la bifurcarea ulterioară a țărilor „dezvoltate” și „în curs de dezvoltare”. Expresiile „Nordul Global” și „Sudul Global”  sunt la fel de imprecise (în special din punct de vedere geografic, deoarece Australia, de exemplu, este considerată parte a Nordului Global). Alți termeni utilizați în prezent ca sinonime pentru „Sudul Global” includ „lumea majoritară”  și „țările cu venituri mici și medii”. Ultimul termen permite o mai mare specificitate, de exemplu în diferențierea între țările cu venituri medii-inferioare și cele cu venituri medii-superioare, dar are dezavantajul de a accentua excesiv aspectele economice ale dezvoltării în detrimentul drepturilor și libertăților sociale, politice și culturale. Aceste probleme lingvistice reflectă tensiuni conceptuale legate de încadrarea dezvoltării.

## Istorie
Deși relațiile internaționale și comerțul internațional există de mii de ani, abia în secolul trecut teoria dezvoltării internaționale a apărut ca un corp separat de idei.  Mai precis, s-a sugerat că „teoria și practica dezvoltării sunt în mod inerent tehnocratice și rămân înrădăcinate în perioada înalt modernistă a gândirii politice care a existat imediat după cel de-al Doilea Război Mondial”.  De-a lungul secolului al XX-lea, înainte ca conceptul de dezvoltare internațională să devină un cuvânt comun, au fost folosite patru aspecte pentru a descrie ideea:
- liberalismul politic și economic și semnificația „piețelor libere”
- evoluția socială într-un mediu extrem de ierarhic
- Critici marxiste ale clasei și imperialismului
- abordarea anticolonială a diferențelor culturale și a autodeterminarii naționale [3]

### După al Doilea Război Mondial
A doua jumătate a secolului al XX-lea a fost numită „era dezvoltării”.  Originile acestei ere au fost atribuite la
- necesitatea reconstrucției imediat după cel de -al doilea război mondial [42]
- evoluția colonialismului sau a „colonizării” în globalizare și stabilirea unor noi politici de schimb liber între așa-numitele națiuni „dezvoltate” și „subdezvoltate” [43]
- începutul Războiului Rece și dorința Statelor Unite și a aliaților săi de a preveni aderarea Lumii a Treia către comunism [44]

Dezvoltarea internațională, în sensul său, este orientată către coloniile care și-au câștigat independența. Guvernarea noilor state independente ar trebui să fie construită astfel încât locuitorii să se bucure de eliberarea de la sărăcie, foamete și nesiguranță. 
S-a susținut că această eră a fost lansată pe 20 ianuarie 1949, când Harry S. Truman a făcut aceste remarci în discursul său inaugural 
Înainte de această dată, totuși, Statele Unite și-au asumat deja un rol principal în crearea Băncii Internaționale pentru Reconstrucție și Dezvoltare (acum parte a Grupului Băncii Mondiale ) și a Fondului Monetar Internațional (FMI), ambele înființate în 1944, și la Organizația Națiunilor Unite în 1945.
Lansarea Planului Marshall a fost un alt pas important în stabilirea agendei pentru dezvoltarea internațională, combinând obiectivele umanitare cu crearea unui bloc politic și economic în Europa, care a fost aliat cu SUA. Această agendă a primit sprijin conceptual în anii 1950 sub forma teoriei modernizării susținută de Walt Rostow și alți economiști americani.  Schimbările în abordarea lumii "dezvoltate" în ceea ce privește dezvoltarea internațională au fost impuse și de prăbușirea treptată a imperiilor Europei Occidentale în următoarele decenii; fostele colonii independente nu au mai primit sprijin în schimbul rolului lor subordonat.
La sfârșitul anilor 1960, a apărut teoria dependenței, care analizează evoluția relației dintre Occident și lumea a treia. În anii 1970 și începutul anilor 1980, moderniștii de la Banca Mondială și FMI au adoptat ideile neoliberale ale economiștilor precum Milton Friedman sau Béla Balassa, care au fost implementate sub forma unor programe de ajustare structurală,  în timp ce oponenții lor promovau diverse '' abordări de jos în sus, variind de la nesupunere civilă și conștiință critică până la tehnologie adecvată și evaluare rurală rapidă.
Ca răspuns, diverse părți ale sistemului ONU au condus o contra-mișcare, care pe termen lung s-a dovedit a fi de succes. Aceștia au fost conduși inițial de Organizația Internațională a Muncii (OIM), influențați de Paul Streeten, apoi de Fondul Internațional de Urgență pentru Copii al Națiunilor Unite (UNICEF).  Apoi, Programul Națiunilor Unite pentru Dezvoltare (PNUD) a prezentat conceptul de dezvoltare umană, datorită lui Mahboub ul Haq și Amartya Sen, schimbând astfel natura dialogului de dezvoltare pentru a se concentra pe nevoile și capacitățile umane. 
Până în anii 1990, existau unii scriitori pentru care teoria dezvoltării ajunsese într-un impas și unii academicieni „își imaginau o eră postdezvoltare” . Războiul Rece se terminase, capitalismul devenise modul dominant de organizare socială, iar statisticile ONU arătau că standardele de viață din întreaga lume s-au îmbunătățit în ultimii 40 de ani. Cu toate acestea, o mare parte a populației lumii trăia încă în sărăcie, guvernele lor erau îngropate în datorii și preocupările cu privire la impactul globalizării asupra mediului erau în creștere.
Ca răspuns la impas, retorica dezvoltării se concentrează acum pe problema sărăciei, metanarațiunea modernizării fiind înlocuită de viziunea pe termen mai scurt întruchipată de Obiectivele de Dezvoltare ale Mileniului și de abordarea dezvoltării umane. În același timp, unele agenții de dezvoltare explorează oportunități de parteneriat public-privat și promovează ideea de responsabilitate socială corporativă cu scopul aparent de a integra dezvoltarea internațională în procesul de globalizare economică. 
Criticii au sugerat că această integrare a făcut întotdeauna parte din agenda de bază a dezvoltării.  Ei dezbat faptul că sărăcia poate fi echivalată cu neputința și că modalitatea de depășire a sărăciei este prin mișcări sociale emancipate și societatea civilă, nu prin programe de ajutor paternalist sau prin caritate corporativă. 
În timp ce unii critici au dezbătut sfârșitul dezvoltării, alții au prezis o renaștere a dezvoltării ca parte a Războiului împotriva terorismului . Până în prezent, totuși, există dovezi limitate care să susțină ideea că bugetele de ajutor sunt folosite pentru a contracara fundamentalismul islamic în același mod în care au fost folosite acum 40 de ani pentru a contracara comunismul. 
 